# Atari Mega STe

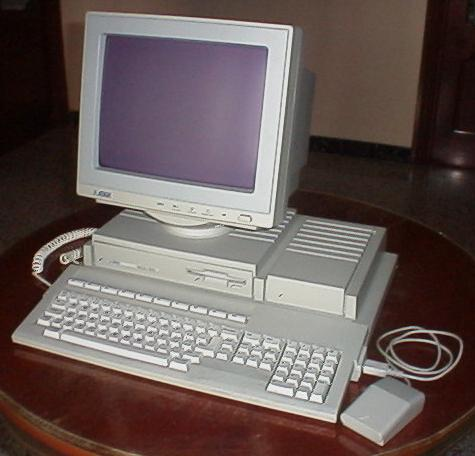
Atari MEGA STe

El Atari MEGA STe fue la última máquina de la serie ST de Atari. Tomando algo de todas las máquinas basadas en la serie de microprocesadores 680x0 que habían producido, tuvieron la idea de crear una versión más orientada a los negocios de su máquina principal, usando las nuevas características del STE, la carcasa diseñada para el TT, y otras características.

## Descripción
El Atari MEGA STe estaba basado en el hardware del STE. Los modelos con 2 MB y 4 MB de memoria vinieron con un monitor y un disco duro interno SCSI, mientras que el modelo de 1 MB no vino con estos. A pesar de ofrecer mejor compatibilidad con el ST que el TT, también incluyó un número de características del TT, la versión gris ST de la carcasa del TT con un teclado y unidad del sistema separados, una ranura de VMEbus, dos puertos RS232 adicionales con 9 pin es en lugar de los de 25 pines como los de los modelos anteriores, un puerto de red Appletalk y soporte para una unidad de disquete de alta densidad de 1,44 MB. El soporte para un tercer botón del ratón en el medio también fue incluido.
La mejor razón para actualizarse desde un STE fue la velocidad del CPU ajustable por software, que podía correr a 16 MHz, o a 8 MHz para una mejor compatibilidad con el viejo software. Una actualización del OS también fue incluida, inicialmente con el TOS 2.0 y posteriormente 2.6/2.06.

## Características técnicas
- CPU: Motorola 68000 a 8 o 16 MHz con 16kB caché
- FPU: Motorola 68881 o Motorola 68882
- BLiTTER - chip co-procesador gráfico
- RAM: 1, 2 o 4 MB de RAM ST expandible a 4 MB usando SIMMs de 30-pins
- Sonido: Yamaha YM2149 + el chip de sonido del Atari ST
- Disquetera: unidad de 720 KB (la primera versión) o 1,44 MB (las posteriores) de 3½"
- Puertos: MIDI, 3 x RS-232, "Serial LAN" LocalTalk/RS-422, impresora, monitor (RGB y Mono), modulador RF, disco externo, ACSI, SCSI, VMEbus, teclado externo, joystick y ratón
- Sistema operativo: TOS (The Operating System) con el Graphical Environment Manager (GEM) como GUI. Versiones del TOS: 2.05 en ROM o 2.06 en ROM
- Modos de pantalla: 320×200 (16 de una paleta de 4096 colores), 640×200 (4 de una paleta de 4096 colores), 640×400 (mono)
- Lanzamiento: 1991